# Picayune Rancheria of Chukchansi Indians
De Picayune Rancheria of Chukchansi Indians of California is een federaal erkende indianenstam in de Amerikaanse staat Californië. Ze bestaat uit Yokuts van de Chukchansi-stam. De stam heeft een ranchería in Madera County. In 2010 telde de stam zo'n 1200 leden.